# Christina Heinich
Christina Heinich, później Schiffner (ur. 8 lipca 1949 w Lipsku) – niemiecka lekkoatletka specjalizująca się w krótkich biegach sprinterskich, uczestniczka letnich igrzysk olimpijskich w Monachium (1972), srebrna medalistka olimpijska w biegu sztafetowym 4 × 100 metrów. W czasie swojej kariery reprezentowała Niemiecką Republikę Demokratyczną.

## Sukcesy sportowe
- dwukrotna srebrna medalistka mistrzostw NRD w biegu na 100 metrów – 1972, 1974[1]
- czterokrotna medalistka mistrzostw NRD w biegu na 200 metrów – złota (1972), dwukrotnie srebrna (1970, 1971) oraz brązowa (1968)[2]
- trzykrotna medalistka mistrzostw NRD w sztafecie 4 × 100 metrów – dwukrotnie złota (1970, 1974) oraz srebrna (1971)[3]

| Rok  | Miasto    | Zawody                        | Konkurencja                      | Wynik                    |
| ---- | --------- | ----------------------------- | -------------------------------- | ------------------------ |
| 1966 | Odessa    | Europejskie igrzyska juniorów | bieg na 200 m sztafeta 4 × 100 m | złoty medal              |
| 1966 | Budapeszt | Mistrzostwa Europy            | sztafeta 4 × 100 m               | 5. miejsce               |
| 1971 | Helsinki  | Mistrzostwa Europy            | bieg na 200 m                    | 8. miejsce               |
| 1972 | Monachium | Igrzyska olimpijskie          | sztafeta 4 × 100 m bieg na 200 m | srebrny medal 5. miejsce |
| 1974 | Rzym      | Mistrzostwa Europy            | sztafeta 4 × 100 m bieg na 200 m | złoty medal 8. miejsce   |

## Rekordy życiowe
- bieg na 100 metrów –  11,1 – Drezno 20/07/1973[4]
- bieg na 200 metrów – 22,89 – Monachium 07/09/1972